# Estación de La Isla
La Isla es una estación de la línea 2 del Metro de Málaga. Se sitúa en el cruce entre el puente Juan Pablo II y la calle Héroe Sostoa del distrito Carretera de Cádiz de Málaga, España. Cubre el extremo nororiental del barrio de La Princesa y el norte de los barrios Jardín de la Abadía y Parque Ayala.

## Historia
En un primer momento, esta estación iba a recibir el nombre de Héroe de Sostoa como la calle en la que se encuentra; y es posible encontrarlo así en los primeros planos del proyecto del ferrocarril metropolitano. 

### Apertura
La estación fue inaugurada junto a los tramos originales de la red el 30 de julio de 2014.

## Situación
La estación de La Isla se encuentra emplaza en la calle Héroe Sostoa (conocida popularmente como la carretera de Cádiz), en el cruce con el puente de Juan Pablo II, en el barrio de La Princesa. Lleva el nombre de la zona adyacente a la estación situado dentro de La Princesa conocida como La Isla, un barrio obrero construido a finales del siglo XIX y que albergó a muchos trabajadores ferroviarios por su cercanía con la estación de tren. La estación tiene una única entrada a la que se accede por calle Velasco. 
La Isla presta servicio al extremo noroeste del barrio de La Princesa y al norte de los barrios de Jardín de la Abadía y Parque Ayala. Se encuentra a pocos metros del parque de Huelin y es la estación más próxima a la playa de San Andrés.

## Características
La estación se compone de dos niveles subterráneos, el primero es un vestíbulo donde se encuentran las máquinas expendedoras de billetes y los tornos de entrada, mientras que en el nivel inferior están los andenes. Cuenta con un andén central y dos vías. Tiene la particularidad de ser una estación en curva.

## Accesos
- Ascensor: Héroe de Sostoa, 76-78
- Calle Héroe de Sostoa, 76-78 (Junto al puente Juan Pablo II)

## Líneas y conexiones

### Metro
| << cabecera    | < estación | LÍNEA | LÍNEA | LÍNEA | estación >      | cabecera >>             |
| Hospital Civil | El Perchel |       |       |       | Princesa-Huelin | Palacio de los Deportes |